# Ibiam
Ibiam es un municipio brasileño del estado de Santa Catarina. Tiene una población estimada al 2022 de 2 008 habitantes. Pertenece a la Región metropolitana de Contestado.

## Toponimia
Nombre de origen tupí, que significa "Tierra elevada".

## Historia
La ocupación y el desarrollo de la localidad se remonta a principios del Siglo XX con la creación del Ferrocarril São Paulo-Rio Grande. Desde 1920 llegaron los primeros inmigrantes de Río Grande del Sur, de origen italianos y alemán, la mayoría desde Garibaldi y Bento Gonçalves.
Se creó el distrito de Ibiam en 1953 del municipio de Tangará. Se emancipó el 20 de julio de 1995.